# Pyleniec
Pyleniec (Berteroa DC.) – rodzaj roślin należący do rodziny kapustowatych. Obejmuje 6 gatunków. Gatunkiem typowym i zarazem jedynym przedstawicielem we florze Polski jest pyleniec pospolity (Berteroa incana (L.) DC.). Przedstawiciele rodzaju występują w Europie i Azji, przy czym centrum zróżnicowania jest Półwysep Bałkański. Najszerzej rozprzestrzeniony pyleniec pospolity introdukowany został także do Ameryki Północnej. Nazwa naukowa rodzaju upamiętnia Carlo Giuseppe Bertero (1789–1831), włoskiego lekarza i botanika żyjącego w Chile.

## Morfologia
PokrójRośliny zielne (jednoroczne i byliny), z pędem prosto wzniesionym lub podnoszącym się, pojedynczym lub rozgałęzionym. Pęd pokryty jest gwiaździście rozgałęzionymi włoskami zmieszanymi z włoskami prostymi.
LiścieDolne liście nie tworzą rozety liściowej, są ogonkowe, całobrzegie, ząbkowane lub zatokowo wcinane. Łodygowe liście siedzące, zwykle całobrzegie.
KwiatyZebrane w gęste grona. Szypułki kwiatowe cienkie, wzniesione lub odstające. Działki kielicha podługowate, podnoszące się lub rozpostarte, omszone, nie rozszerzone woreczkowato u nasady. Płatki korony białe, rzadko żółtawe, wyraźnie dłuższe od działek. Pręcików sześć, czterosilnych, z 4 miodnikami u nasady. Zalążnia górna z 4–16 zalążkami w każdej z dwóch komór, szyjka słupka do 4 mm długości, znamię główkowate.
OwoceŁuszczynki jajowate, eliptyczne do kulistawych, pokryte gwiazdkowatymi włoskami lub nagie.

## Systematyka
Pozycja systematyczna
Rodzaj z rodziny kapustowatych (Brassicaceae), w jej obrębie klasyfikowany do plemienia Alysseae.
Wykaz gatunków
- Berteroa gintlii Rohlena
- Berteroa incana (L.) DC. – pyleniec pospolity
- Berteroa mutabilis (Vent.) DC.
- Berteroa obliqua (Sm.) DC.
- Berteroa orbiculata DC.
- Berteroa physocarpa Yüzb. & Al-Shehbaz